# Antonio Dellepiane
Antonio Narciso Dellepiane Cálcena (29 de octubre de 1861-Buenos Aires, 22 de julio de 1939) fue un abogado, historiador y profesor en la Facultad de Derecho y en la Facultad de Filosofía y Letras de la Universidad de Buenos Aires, y director del Museo Histórico Nacional durante 14 años.

## Primeros años y formación
Narciso  era hijo de Andrés Dellepiane, inmigrante italiano, y de Petrona Cálcena Echeverría Caballero, hija de un matrimonio paraguayo. Uno de sus hermanos, Luis J., se convertirá finalmente en ingeniero, militar y político argentino. Cursó sus estudios secundarios en el Colegio Nacional. Se doctoró en Derecho en la Universidad de Buenos Aires en 1892. En 1903 contrae matrimonio con María Mercedes Avellaneda Nóbrega, hija del presidente Nicolás Avellaneda y Carmen Nóbrega Miguens

## Ámbito docente
Realizó tareas docentes en la Facultad de Derecho de la Universidad de Buenos Aires a partir de 1898. En 1918 fue el primer profesor de la cátedra de Sociología en la Facultad de Derecho. Formó parte del cuerpo docente de la Facultad de Filosofía y Letras, y fue titular a cargo del Curso de HIstoria Universal. En el ámbito de esta Facultad, apadrinó la tesis doctoral, junto con su colega, Rodolfo Rivarola, de una de las egresadas de la primera promoción de Filosofía y Letras en 1901, Elvira V. López, cuyo título era El movimiento feminista.

## Actividades y logros

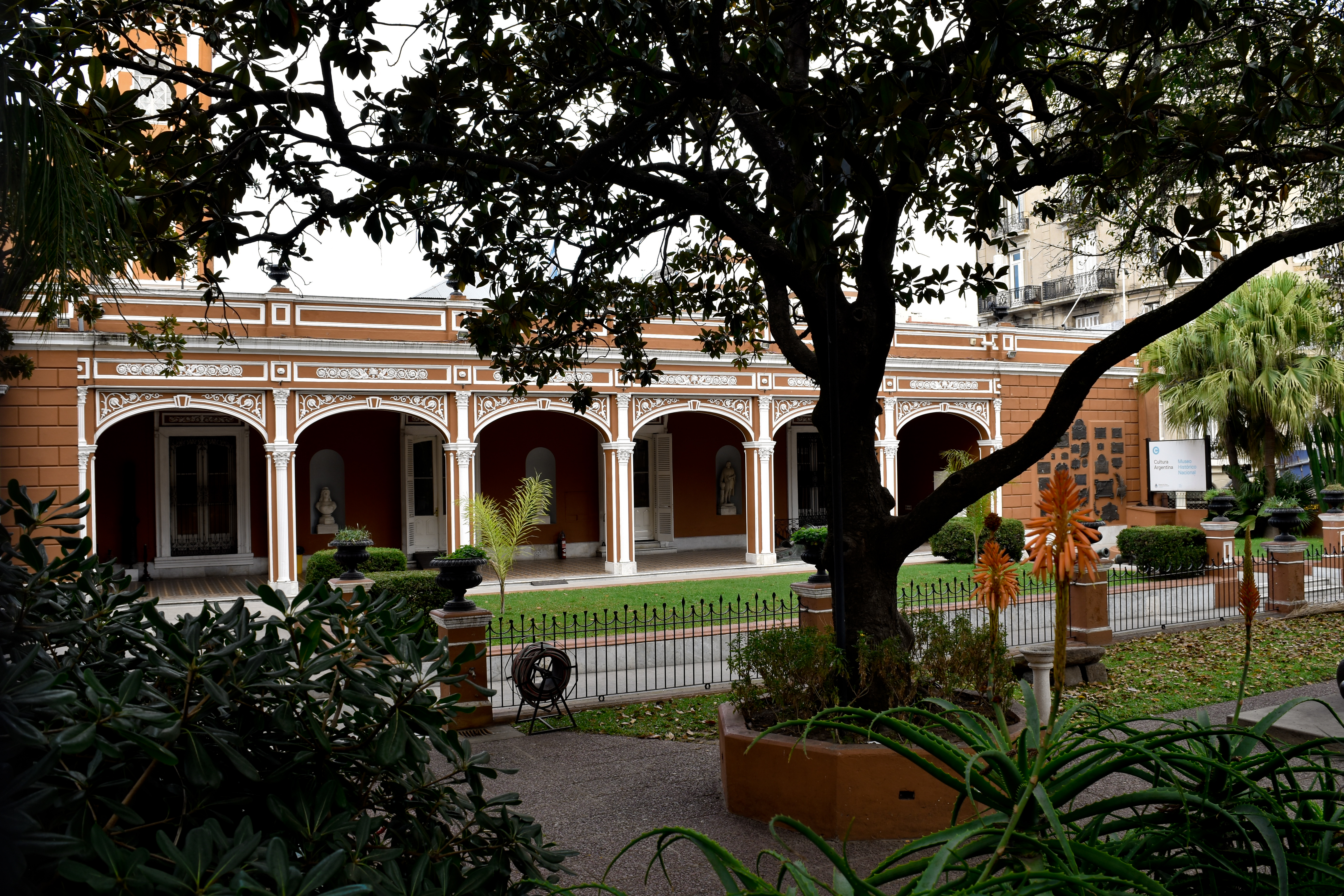
Museo Histórico Nacional - Buenos Aires - Argentina

Recibió el Premio "Florencio Varela" por su tesis  "Las causas del delito", de 1892, el que llamó la atención por la visión adelantada de la cuestión. Formó parte de la Comisión de Cárceles y dedicó gran parte de su vida a investigar temas de criminalística, compartiendo una amplia corriente con nuevas doctrinas penales, junto con Luis María Drago, Osvaldo Magnasco y Rodolfo Rivarola.
Vinculado a sus intereses históricos, estuvo a cargo del Museo Histórico Nacional entre 1916 y 1932.

## Obras
Su tesis doctoral, "Las causas del delito", de alguna manera marca la orientación de su obra. Así en 1894 publicó "El idioma del delito", "Síntesis de la filosofía del Derecho" en 1918, en 1919 "Derecho procesal: nueva teoría general de la prueba" y varios trabajos en este mismo sentido.
Tiene otras dos líneas de intereses, que plasma en varias obras: la historia y el arte. Se dedicó a la vida y obra de Juan Manuel de Rosas, sobre el que escribió la obra "Rosas", con una perspectiva crítica. Publicó también "Rosas en el destierro: el testamento de Rosas, Rosas y sus visitantes, Rosas y Palmerston", en 1936. "El Himno Nacional Argentino: estudio histórico-crítico", de 1927. "Dorrego y el federalismo argentino" de 1926. "Dos patricias ilustres" que incluye la primera biografía sobre María Sánchez de Mendeville y Carmen Nóbrega de Avellaneda, de 1923. 
En el ámbito del arte, publicó "Estudios de historia y artes de los argentinos", de 1929., así como "La expresión del arte: a propósito de un invento argentino", de 1937, "Arte e Historia", publicado en 1940, después de su fallecimiento.